# Demonax delesserti
Demonax delesserti là một loài bọ cánh cứng trong họ Cerambycidae.